# Jurik Sarkisjan
Jurik Sarkisjan (orm. Յուրի Սարգսյան, ur. 14 sierpnia 1961 w Geghakert) – ormiański sztangista. W barwach ZSRR srebrny medalista olimpijski z Moskwy.
Zawody w 1980 były jego pierwszymi igrzyskami olimpijskimi. Był drugi, pod nieobecność sportowców z części krajów tzw. Zachodu, w wadze do 56 kg. Został równocześnie srebrnym medalistą mistrzostw świata. Był mistrzem świata dwukrotnie, w 1982 i 1983, srebro zdobył również w 1985, 1987 i 1991. Był trzeci w 1981. Na mistrzostwach Europy zwyciężał dwukrotnie (1982, 1983), był drugi w 1980, 1981, 1984, 1985, 1986 i 1991. Pobił dwanaście oficjalnych rekordów świata. Reprezentował także Australię, m.in. na igrzyskach w 1996 i 2000. Był medalistą Igrzysk Wspólnoty Brytyjskiej, zdobywając złoto w 2002 i srebro w 1998.